# Nkm wz.38 FK
Die Nkm wz.38 FK (polnisch: Najcięższy karabin maszynowy wz.38 Fabryka Karabinów) ist eine 20-mm-Maschinenkanone, die vor dem Zweiten Weltkrieg in Polen von der staatlichen Gewehrfabrik Warschau (Państwowa Fabryka Karabinów) entwickelt wurde.

## Namensgebung
Der Name Nkm wz.38 FK ist eine militärische Bezeichnung für die Waffe. Die Abkürzung Nkm steht in polnischer Sprache für schwerstes Maschinengewehr, wobei anzumerken ist, dass die typischen Maschinengewehre zu dieser Zeit bis etwa 8 mm Kaliber aufwiesen. Der zweite Teil, wz. 38, steht für das Modell im Einführungsjahr 1938. Wenn mehr als eine Waffe eines bestimmten Typs in einem Jahr eingeführt wurde eine zusätzliche Kennung vergeben. In diesem Fall steht das FK für Fabryka Karabinów, die damalige staatliche, in Warschau liegende Gewehrfabrik.

## Geschichte
Die Nkm wz. 38 FK wurde als Flugabwehrgeschütz und Panzerabwehrkanone entwickelt und eingesetzt. Durch einige Anpassungen konnte die Maschinenkanone in Panzern und in einigen Tanketten vom Typ TKS montiert werden. Ab 1938 begann eine Serienfertigung. Während des Angriffs auf Polen 1939 kam die Waffe auf polnischer Seite zum Einsatz. Zur späteren Verwendung als Beutewaffe sind keine gesicherten Informationen bekannt.
Die Gründung der Warschauer Gewehrfabrik im 19. Jahrhundert geht auf Wilhelm Gerlach zurück und wurde ab 1897 mit Edward Pulst als Maschinenfabrik Gerlach & Pulst weiter geführt. Ab 1927 war die Gewehrfabrik ein Werk der staatlichen Polnischen Rüstungsproduktion. Erfahrungen mit Panzerbüchsen waren mit der Entwicklung der polnischen Panzerbüchse Modell 1935 bereits in diesem Werk vorhanden.

## Entwicklung
Anfang der 1930er Jahre hatte die polnische Armee die Absicht einige ihrer veralteten Waffen aus dem Ersten Weltkrieg gegen moderne Panzerabwehr- und Flugabwehrwaffen auszutauschen. Ab 1931 wurden moderne, schwere Maschinenkanonen von Hotchkiss, Solothurn und Oerlikon erprobt. Diese erschienen für die polnischen Anforderungen nicht geeignet. Entscheidend war, dass keine der Waffen sowohl als Panzerabwehr- wie auch als Flugabwehrwaffe eingesetzt werden konnte. Im Jahr 1937 reiste erneut eine Kommission im Auftrag der Armee zu Oerlikon, Madsen und Hispano-Suiza um neuere Modelle der 20-mm-Kaliber-Waffen zu begutachten. Alle Entwürfe waren in irgendeinem Aspekt unbefriedigend, weshalb letztlich die Entscheidung getroffen wurde, eine eigene Entwicklung anzufangen. Als Munition wurde die Patrone 20 × 138 mm B gewählt, deren Ursprung auf Entwicklungen zur Solothurn S18/100 zurückgeht. Der Ingenieur Boleslaw Jurek, wurde in der Warschauer Gewehrfabrik Fabryka Karabinów zum leitenden Entwickler dieses Projektes ernannt.
Vier Entwürfe der wz. 38 FK (bezeichnet als Modell A bis D) wurden vorgestellt. Akzeptiert wurde nur das Modell A.
Modell A – Schweres Maschinengewehr entworfen von Bolesław Jurek. Eingeführt von der polnischen Armee 1939. Es handelt sich um einen automatischen Selbstlader, der nach dem Prinzip eines Rückstoßladers mit kurzen Rücklauf funktioniert. Es hat einen leicht zu wechselnden Lauf mit einer Mündungsbremse. Die Munitionszuführung erfolgt aus einem Patronenmagazin mit 5 oder 10 Schuss oder aus einem Trommelmagazin mit einer Kapazität von 15 Schuss. Dieses Modell wurde auch als Hauptbewaffnung der Aufklärungspanzer TK-3 und TKS verwendet. Der Einbau erfolgte mit einer Kugelblende mit Panzerabdeckung, die von Napiórkowski und Miniewski entwickelt wurde. Ähnliche Blenden waren später auch als Saukopfblende bekannt.
Modell B – Ein Prototyp eines schweren Maschinengewehrs, das von W. Lewandowski entwickelt wurde. Ein Gasdrucklader, der den Druck aus einer Öffnung im Lauf zurückführte. Die Munitionszuführung sollte mit einem Stoff- oder Metallgliederband erfolgen. Auch Magazine waren möglich.
Modell C – Prototyp eines schweren Maschinengewehrs entwickelt von S. Rytwiński und W. Lewandowski. Ebenfalls ein Gasdrucklader wie Modell B. Auch hierbei gleiche Munitionszuführung wie bei Modell B allerdings mit der Option eines 100-Schuss-Trommelmagazins.
- Die PL20A – Lafette war für den direkten Einsatz bei der Infanterie als Panzerabwehrwaffe von L. Kowalewicz entwickelt worden. für dies Pak-Version war ein leichterer Lauf und ein 5-Schuss-Magazin vorgesehen.
- Die schwerere PC20A-Radlafette wurde verwendet, wenn die Waffe bei taktischen Einheiten eingesetzt werden sollte (wie einem Flugabwehrzug einer Division). Diese Lafette war schwerer und hatte ein Gewicht von etwa 400–500 kg. Auch sie war von L. Kowalewicz entwickelt worden. Das Modell C sollte auch für den Einsatz in Flugzeugen geeignet sein.

Modell D – Ein weiterer Prototyp der von Bolesław Jurek vorgestellt wurde. Funktion wie beim Modell B. Vorgesehen war ein 100-Schuss-Trommelmagazin. Diese Version war speziell zur Bewaffnung von Flugzeugen vorgesehen.

## Einführung Produktion und Stückzahlen

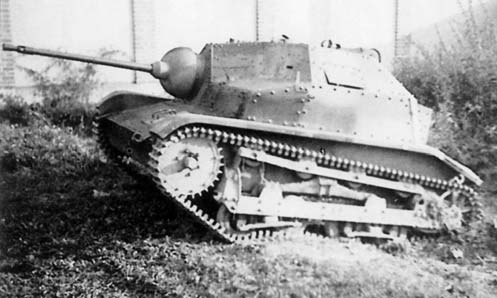
TKS mit 20-mm-Maschinenkanone Nkm wz.38 FK

Die Nkm wz.38 FK wurde 1939 von der polnischen Armee offiziell eingeführt. Als Flugabwehrwaffe und Panzerabwehrgeschütz sollte die Waffe wie folgt zugeteilt werden: je 8 Geschütze in Flugabwehrlafette für jede Infanteriedivision.
Als kurzfristige Lösung zur Steigerung der Kampfkraft der polnischen Panzertruppe wurden auch etwa dreißig TK-3 und TKS Panzertanketten mit dieser Maschinenkanone ausgerüstet.
Tatsächlich existierten bei Kriegsbeginn am 1. September 1939 einschließlich der Prototypen nicht mehr als 60 Exemplare dieser Waffen.
Eine erste Serie von 100 Modell A Maschinenkanonen wurde am 26. August 1938 bestellt. Die Produktion begann bei der in Sanok ansässigen Firma Zieleniewski. Die Läufe kamen von den Zakłady Przemysłowe Stowarzyszenia Mechaników Polskich z Ameryki Werken in Pruszków. Die Munition wurde auf Basis der bekannten Patrone bei der staatlichen Munitionsanstalt in Skarżysko-Kamienna weiterentwickelt und produziert.
Im April 1939 wurden weitere 140 Stück bestellt, davon 40 als stationäre Waffen. Nach und nach sollte die Produktion 100 Stück pro Monat erreichen. Allerdings waren die Kosten für die neue Waffe aus eigener Fertigung sehr hoch. Der Entwurf selbst, die neuen Werkzeuge für die Fabrik und die Waffen der ersten Fertigungsserie kosteten etwa 2,2 Millionen Złoty. Der Budgetplan für 1939/1940 lag bei 3,4 Millionen. Zusätzlich lief die Produktion der ersten Serie viel langsamer als erwartet an. Durch den Kriegsausbruch wurden von den für eine Auslieferung bis 1940 bestellten 896 Stück nur 55 an die polnischen Streitkräfte ausgeliefert.
Nach dem Überfall auf Polen wurden den Reichswerken Hermann Göring alle Rüstungsbetriebe Polens treuhänderisch übereignet. Hierzu zählten auch die Gewehrfabriken Radom und Warschau, welche Steyr Daimler Puch angegliedert wurden. Zur Weiterführung der Fertigung sind kaum gesicherte Informationen bekannt; eventuell wurden Restbestände auch an anderen Orten genutzt.

## Durchschlagsleistung

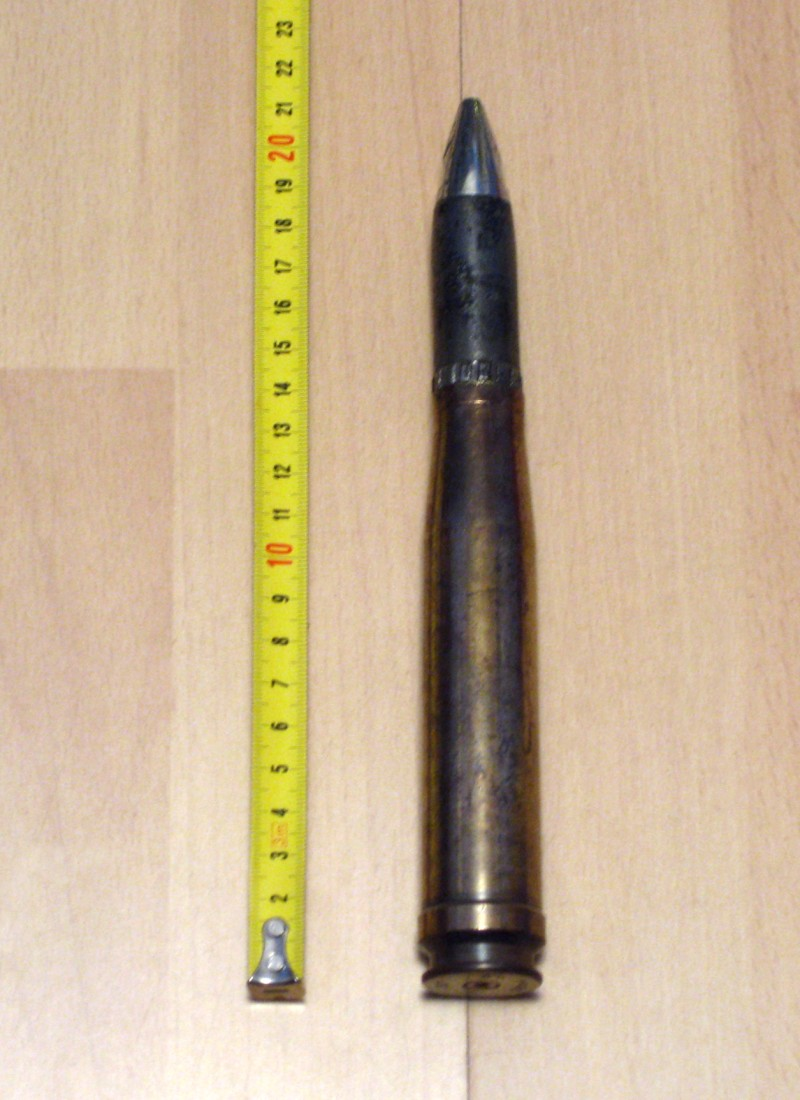
Patrone 20 × 138 mm B

| Entfernung (m) | Stärke (mm) |
| Panzerstahl    | Panzerstahl |
| -------------- | ----------- |
| 100            | 20          |
| 200            | 18          |
| 300            | 17          |
| 400            | 15          |
| 500            | 13          |
| Stahl          |             |
| 300            | 25          |
| 400            | 23          |
| 500            | 20          |

Anmerkung:
Die Nkm wz. 38 FK war im Jahr 1939 in der Lage die Panzerung jedes deutschen Panzertyps zu durchschlagen. Eine Ausnahme bildet möglicherweise der Panzerkampfwagen IV. Wiederentdeckte Fotos lassen annehmen, dass der Panzer von Leutnant Prinz Viktor IV. Albrecht von Ratibor, zerstört von dem polnischen Panzerkommandanten Edmund Roman Orlik in einem TKS, anders als lange vermutet, tatsächlich ein Panzer IV und kein Panzer 35 (t) war. Dies hatte man aufgrund seiner Zugehörigkeit zum Panzer-Regiment 11 lange vermutet. Wegen dieser Zuordnungen besteht eine gewisse Unsicherheit zur vorgenannten Durchschlagsleistung.